# Olshanske
Olshanske (en ucraniano: Ольшанське) es un pueblo ucraniano perteneciente al óblast de Mikolaiv. Situado en el sur del país, forma parte del raión de Mikolaiv y es centro del municipio (hromada) homónimo.  

## Toponimia
El origen del nombre es Konstantín Olshanski, héroe de la Unión Soviética. El nombre de la ciudad en ruso también es Olshánskoye (en ruso: Ольшанское).

## Geografía
El asentamiento está ubicado en la margen derecha del Bug Meridional, 40 km al norte de Mikolaiv. 

## Historia
En 1961 se inició la construcción de una gran planta de cemento. El asentamiento que daba servicio a la planta se conocía como Planta de cemento de Jrijorievka y pertenecía al raión de Varvarivka del óblast de Mikolaiv. En 1963, se abolió el raión de Varvarivka y se estableció el raión de Mikolaiv. En 1968, Olshanske recibió su nombre actual y el estatus de asentamiento de tipo urbano.
En 2023, Olshanske perdió el estatus de asentamiento de tipo urbano debido a la eliminación de este estatus administrativo.

## Demografía
La evolución de la población de Olshanske entre 1970 y 2022 fue la siguiente:
| 2225                                                          | 5299 | 4399 | 4076 | 3775 | 3736 | 3655 | 3582 |
| (Fuente: Cities & Towns of Ukraine y UKRAINE: Größere Städte) |      |      |      |      |      |      |      |

Según el censo de 2001, la lengua materna de la mayoría de los habitantes, el 73,65%, es el ucraniano; del 25,68% es el ruso.

## Economía
El asentamiento sirve a una planta de cemento que pertenecía a Dyckerhoff & Widmann.

## Infraestructura

### Militar
Olshanske tiene un campo de entrenamiento para la unidad militar 3039 del Ministerio del Interior de Ucrania.

### Transportes
Hay una estación de tren en Olshanske en la línea ferroviaria que conecta Mikolaiv y Tokárivka, con otras conexiones a Odesa y Voznesensk.